# Annie Le Brun
Pour les articles homonymes, voir Le Brun.
Annie Le Brun, née à Rennes le 15 août 1942 et morte en Croatie le 29 juillet 2024, est une écrivaine, poétesse surréaliste et critique littéraire française.

## Biographie

### Formation
Annie Le Brun naît en août 1942 à Rennes. Alors qu'elle est encore étudiante en lettres, Annie Le Brun découvre ce qui changera et déterminera le cours de son existence : le surréalisme. En 1963, Hervé Delabarre lui présente André Breton, qu'elle retrouve à Paris, et à Saint-Cirq-Lapopie l'été. Dès lors, elle prend part aux activités du mouvement surréaliste jusqu'en 1969, année de l'autodissolution du groupe. En 1967, Toyen illustre son premier recueil poétique, Sur le champ.

### Engagement
Elle prend part à la révolte étudiante de mai 68 et signe avec Vincent Bounoure et Claude Courtot un texte intitulé Vivent les Aventurisques ! qui paraît dans la revue surréaliste L'Archibras (no 4 de juin 1968), numéro censuré et saisi pour « offense au président de la République, apologie du crime, atteinte au moral des armées et diffamation envers la police ». L’amnistie générale qui suivra les événements permet aux auteurs (notamment Gérard Legrand, José Pierre, Jean Schuster, Georges Sebbag et Jean-Claude Silbermann) d'éviter le procès.
Après cette époque, fidèle à l'insurrection lyrique du surréalisme, elle confie qu'« avec [lui] on respirait, ne fût-ce qu'à découvrir la multiplicité des horizons qu'aura ouverts cette tentative unique au XXe siècle de penser tout l'homme. »

### Carrière
En 1972, elle retrouve une activité collective autour des éditions Maintenant fondées par son époux, le poète et auteur dramatique croate Radovan Ivšić, avec Georges Goldfayn, Gérard Legrand, Pierre Peuchmaurd et Toyen. Elle publie plusieurs recueils, qui seront rassemblés en 2004 en un seul volume, sous le titre Ombre pour ombre. Elle cosigne trois œuvres hybrides au sein desquelles son écriture se marie aux illustrations — à la fois photographiques et plastiques — de différents artistes : La Traversée des Alpes, coécrit en 1972 avec Radovan Ivšić et illustré par les photographies du sculpteur italien Fabio De Sanctis ; Tout près les nomades, recueil poétique illustré par Toyen en 1972 ; et enfin Annulaire de lune, récit poétique également illustré par Toyen en 1977.
En 1977, avec son essai Lâchez tout, puis en 1988 avec Vagit-prop, Annie Le Brun fait polémique en critiquant violemment ce qu'elle considère comme l'imposture de l'idéologie dite « néo-féministe », une logique identitaire, « caricature du totalitarisme bien-pensant ». Dans ce qu'elle regroupe sous le terme de « stalinisme en jupons », sont nommément visés le livre d'Évelyne Sullerot Le Fait féminin (1978) et celui de Marie-Françoise Hans et Gilles Lapouge Les Femmes, la pornographie, l'érotisme (1978), mais aussi de grandes inspiratrices et figures du féminisme, Simone de Beauvoir, Marguerite Duras, Benoîte Groult, Germaine Greer, Gisèle Halimi, Élisabeth Badinter, Annie Leclerc, Xavière Gauthier, Luce Irigaray, Hélène Cixous, etc.
Elle rencontre l'éditeur Jean-Jacques Pauvert en 1978, et s'intéresse à Sade, dont elle devient une spécialiste . Elle rédige ainsi une longue préface à l'édition de ses œuvres complètes, laquelle préface prend la forme d'un livre, et est rééditée en volume séparé sous le titre Soudain un bloc d'abîme, Sade (1986).
Dans Les Châteaux de la subversion (1982), Annie Le Brun se penche sur le roman gothique et le roman noir fantastique. Elle lit notamment dans ces ouvrages, à une époque dominée par le discours de la Raison, le surgissement d'une violence poétique et l'émergence, dans la littérature comme dans les arts plastiques, d'un romantisme noir qui apparaît comme « l'envers des Lumières ». Mais c'est en misant sur les ténèbres, et non sur la lumière, qu'elle pense pouvoir trouver des antidotes aux ténèbres, dans le chaos même de la forêt, lieu emblématique de ces « appels d'air » qu'Émilie Frémond a identifié comme une « écologie passionnelle ».
En 1989, Annie Le Brun organise l'exposition Petits et grands théâtres du marquis de Sade. Selon elle, le génie de Sade réside dans sa folle tentative de repenser le monde à partir de la singularité de sa « façon de penser », avec la volonté de tout dire, tout voir, tout imaginer. Sade lui apparaît ainsi, selon l'expression reprise par Pierre Peuchmaurd, comme le « philosophe des lumières de la nuit », révélant les excès du désir comme manifestation physique de l'infini en nous : « une conscience physique de l'infini ».
Comme le souligne Isabelle Rüf, « ses interventions dans la vie publique et dans le domaine de l'érudition sont toujours marquées par la passion, souvent mâtinée d'une ironie féroce », ce dont témoignent ses
multiples essais, articles, préfaces ou postfaces, notamment sur Aimé Césaire, Alfred Jarry, Raymond Roussel (dont elle exhume plusieurs textes inédits), Victor Hugo, Charles Fourier, Pierre Louÿs, Georges Bataille, Robert Desnos, Suzanne Lilar, Hans Bellmer, Radovan Ivsic ou Jean Benoît. Par ailleurs, outre l'œuvre de Sade, avec Jean-Jacques Pauvert, elle participe, en écrivant articles ou préfaces, à l'exhumation et la connaissance de textes dits érotiques, méconnus ou publiés d'abord clandestinement, tel Le Supplice d'une queue (1931) ou Le Fils de Loth de François-Paul Alibert, Roger ou les à-côtés de l'ombrelle (1926) de Jean Lurçat (sous le pseudonyme de Jean Bruyère), etc. — qu'elle oppose à l'essentiel de la production contemporaine.
En 1996, elle préface Manifeste : l'avenir de la société industrielle de Theodore Kaczynski, surnommé Unabomber, et le soutient malgré son parcours terroriste.
En 2000, elle revient avec son essai intitulé De l'éperdu sur plusieurs écrivains (notamment Jarry, Sade, Jean Meckert, Roussel, Louÿs, Fourier) considérés comme autant de figures de la liberté, et, avec Du trop de réalité, rappelle la nécessité de l'utopie et du rêve, avec « une passion de l'excès » qui lui fait retrouver « les racines d'un surréalisme enragé ». Sous toutes les menaces de terrorisme rhétorique, « discours du terrorisme » et « terrorisme du discours », elle perçoit la même « menace d'anéantissement […] dirigée contre l'individualité. »
En 2013, elle participe au documentaire Naked War, sur le mouvement Femen, diffusé sur LCP le 3 avril 2014,.
En 2014, elle assure le commissariat de l'exposition « Sade. Attaquer le soleil » au musée d'Orsay, et l'année suivante, elle présente au musée d'art contemporain de Zagreb une exposition consacrée à Radovan Ivšić, son compagnon disparu en 2009, publiant à cette occasion un ouvrage intitulé Radovan Ivsic et la forêt insoumise.
Également en 2015, Valérie Minetto lui consacre un documentaire, L'Échappée, à la poursuite d'Annie Le Brun. L'année suivante, un autre film lui est consacré, réalisé par Marie Alberto Jeanjacques et intitulé S’il en reste une, c’est la foudre, sorte de correspondance filmée entre les deux femmes, présenté au Centre international de poésie Marseille en avril 2017.
À la suite de sa critique de la marchandisation culturelle dans Ce qui n'a pas de prix. Beauté, laideur et politique (2018), son essai suivant, intitulé Un espace inobjectif. Entre les mots et les images (2019), marque une célébration de ses passions, après l'éclat de sa colère. En effet, dans ce livre, consacré essentiellement aux images, au sens plastique et poétique, elle revient sur quelques-unes des figures des arts plastiques et de la poésie qui la hantent et parcourent toute son œuvre : Jean Benoît, Toyen, Leonora Carrington, Radovan Ivšić, mais aussi Slavko Kopač, Pablo Picasso, Max Ernst, Francis Picabia, Romaine Brooks, Jean-Jacques Lequeu, et le surréalisme en général.
En 2022, elle est commissaire de l'exposition « Toyen, l'écart absolu », au musée d'Art Moderne de Paris, présentée auparavant à Prague et Hambourg.

### Mort
Un de ses amis, Jean-Loup Champion, rapporte qu'alors qu'elle était en train de terminer un livre sur les images et l'intelligence artificielle, elle est victime en Croatie d'une occlusion intestinale ; mais sa première opération ne se passe pas bien. Elle est donc réopérée, mais n'y survit pas et meurt le 29 juillet 2024, à 81 ans,.

## Thématiques
Inclassable, elle n'est, selon Mathias Sieffert, ni « essayiste », ni « écrivaine », ni « philosophe », ni « critique littéraire », ni « pamphlétaire », mais avant tout « poète », même si aucun terme précis ne délimite son œuvre, que Sieffert définit comme une « aventure soustractive », résumée en ces termes : « il s'agit toujours de débarrasser l'esprit de tous les échafaudages théoriques, de tous les édifices moraux, de tous les systèmes construits par la philosophie, de toutes les solutions préconçues par quelque ordre social que ce soit, en somme de se soustraire à tout, pour qu'une fois confronté, nu, à la plus terrifiante noirceur du désir ou à celle du néant, jaillissent enfin, et de manière fugace, de nouvelles raisons de vivre : l'amour, la poésie, tout de ce qui émane de la plus “sauvage innocence” et qui, au plus près du corps, invite à une perpétuelle “insurrection lyrique”. »

### Conception de la littérature
Pour Annie Le Brun, la littérature ne vaut rien en elle-même, elle n'est qu'« inanité », si elle ne participe pas d'une aventure de l'esprit, en ouvrant des espaces inconnus, les perspectives infinies de la représentation sensible et mentale. À l'inverse, « il est des livres qu'on ne referme plus parce qu'il suffit de les ouvrir pour qu'avec eux s'ouvre l'horizon. » En ce sens, cette conception et pratique existentielle de la littérature, et de la poésie en particulier, s'inscrit sous le mot d'ordre d'André Breton, selon lequel il convient avant tout de « pratiquer la poésie ». C'est pourquoi elle refuse tout monde séparé de la littérature, les snobismes et esthétismes de salon, comme les abus théoriciens (en particulier le « trop de théorie » de la French Theory, qu'elle a souvent égratignée dans ses essais), soulignant cette « négligence majeure de notre modernité finissante : à savoir la criminelle légèreté de croire que les mots vivent indépendamment des choses et que les êtres vivent indépendamment des mots. »
À l'inverse, rejoignant « l'expérience intérieure » de Georges Bataille, la littérature comme « aventure de l'esprit » est ce qui peut permettre d'élargir les horizons, au-delà des signes, du formalisme, de l'esthétisme et de la rhétorique ; elle consiste alors, pour reprendre les termes de Patrice Beray, reconnaissant à Annie Le Brun ce désir de porter « le mouvement de la vie dans l'écriture », à « se donner les moyens (jusqu'aux plus irréalisables) de l'invention de sa propre vie. » Selon cette vision, l'écriture aurait ce pouvoir de révéler autant de façons de penser et sentir qui portent en elles la promesse d'autres façons de vivre. Ce qui explique son refus du monde tel qu'il est, « sa démarcation anti-consensuelle d'une “distance” au monde », que certains peuvent juger hautaine.
Dans l'espace littéraire et culturel, elle se rapproche de la « société du spectacle » par Guy Debord, qui reste, malgré ses lacunes, une référence pour Annie Le Brun. Parmi son refus de ce qu'elle nomme le « kitsch théorique », qui réduit tout à un fétichisme du discours, voire « un sabir sémanalytique », on peut relever sa critique sans appel vis-à-vis de Jacques Lacan et du lacanisme, qui la conduit à saluer l'ouvrage de François Georges, L'Effet 'yau de poêle de Lacan et des lacaniens (1979), et ce qu'elle considère comme une magistrale démystification de « la saga lacanienne », « une des plus prestigieuses réussites françaises dans la course à la crétinisation internationale. »

### Critiques de la société contemporaine
« Sentinelle en colère - une saine colère […] une saine violence », dans une époque qu'elle considère comme asphyxiante, notamment en raison des divers maux de la société de consommation, et des fausses promesses de libération qu'elle engendre, elle se présente constamment comme une insoumise, révoltée, dans un « écart absolu », revendiquant un « lâchez tout » cher aux surréalistes, à l'écart de toute organisation, dans la solitude d'une « désertion intérieure ». Car « malheureusement, écrit-elle, ce ne sont pas là des questions d’ordre littéraire mais des questions de respiration. Et si je m’alarme à ce point du sort de la poésie, c’est que le nôtre en dépend, tant les risques d’étouffement sont sérieux. » Avec toujours au centre de ses réflexions la dimension sensible, le souci de rendre au désir et au corps, sous les idées, son importance capitale, « c'est avec les seules armes de la passion, et en premier lieu la passion amoureuse, qu'elle s'enflamme, à la suite d'autres traqueurs d'infini et de liberté ».
Dans son alliance de la critique sociale et de la critique poétique, « sa plume dévastatrice n'est dupe de rien, d'aucune illusion, d'aucune fausse révolution, d'aucune contrefaçon. Les plus petits détails, elle les note dans de jubilants paragraphes sur le conformisme, l'arrogance et l'exhibitionnisme des fausses rébellions bobo - barbe de trois jours, jean lacéré, tatouages », écrit Marie-Dominique Lelièvre. Esprit insurgé et réfractaire à tout compromis, « franc-tireur à rebours des modes », elle apparaît ainsi comme une « mécontemporaine », selon le titre d'un article que lui a consacré Judith Perrignon, se tenant toujours à distance, pensant ailleurs et autrement (titre d'un de ses essais), position conciliant intransigeance critique et sens de « l'éperdu ». Et comme exemple de son « principe de discrétion », de son éloignement du spectacle de l'actualité littéraire, et de son refus de toute compromission et mascarade, Judith Perrignon rapporte dans son article son mépris des honneurs, prix ou décorations.
Dans son essai Ce qui n'a pas de prix, sous-titré Beauté, laideur et politique (2018), elle dénonce la collusion entre finance et culture, les « séductions du totalitarisme marchand », marchandisation du monde et d'une grande part de l'art contemporain, qui « nous font assister à cette grandiose transmutation de l'art en marchandise et de la marchandise en art. » Annie Le Brun s'en prend à cet « enlaidissement du monde », à la fois esthétique et politique, opéré par une grande partie de l'art contemporain, et oppose le « capitalisme artiste » à « la quête éperdue de ce qui n'a pas de prix » : le rêve, la passion, « la beauté vive ».
Ses récents essais, Ce qui n'a pas de prix (2018), Ceci tuera cela. Image, regard et capital (2021), avec Juri Armanda, ou La Vitesse de l'ombre (2023), s'attachent surtout à décrire le dévoiement des images et de la beauté par la société de consommation, la marchandisation de l'art et internet, avec un « rejet viscéral de ce rapport à l’image dévoyé par le règne de l’argent et l’avènement du numérique » ; selon Eugénie Bourlet, « on lirait presque la défense d’un mode d’existence à part entière attentif à l’énigme de nos sentiments. » Pour Cédric Enjalbert, l'imagination étant « sa ligne de mire », elle perçoit la façon dont la technologie et internet, par une captation marchandisée de l'attention, ont pris les images en otage comme une « prison d’images domestiquées », vidées de leur imagination et subversion.
En deçà ou au-delà du réel – banal, éculé, contraignant, rongé par les maux d’une époque qui, à force de faire un spectacle de toutes choses, a perdu le sens de la transgression ou de l’unicité – la démarche intellectuelle d’Annie Le Brun est tout entière tournée vers un horizon symbolique qu’elle espère voir surgir. Alors que son œuvre incite résolument à regarder « ailleurs et autrement », à déserter les rôles que la société attribue à tout un chacun, Annie Le Brun occupe une position – critique, politique, poétique – en marge de tout, en dehors de tout. Comme « frères d'armes » dans sa révolte intellectuelle et son insurrection permanente, contre toutes les formes de soumission, dévotion ou « servitude volontaire », elle ne se reconnaît guère aujourd'hui que dans les acteurs de l'Encyclopédie des Nuisances, notamment Jaime Semprun, René Riesel ou Jean-Marc Mandosio, qui tentent d'articuler une critique sociale dans la lignée de Günther Anders ou de la « brutalité intellectuelle » revendiquée par George Orwell. Elle estime ainsi qu'ils incitent « à penser que les éclipses de liberté ne sont peut-être que des éclipses. »

### Conception de l'amour et de la liberté
Judith Perrignon parle de sa « plume endiablée », toujours vive et tranchante, pour lancer des appels d'air, ouvrir l'horizon, de nouvelles perspectives face à l'appauvrissement du paysage sensible et mental, face aux menaces d'anéantissement, qu'elle décrit dans ses derniers essais (De l’éperdu, Du trop de réalité, Perspective dépravée. Entre catastrophe réelle et catastrophe imaginaire). Selon elle, l'essentiel demeure toujours dans l'unité entre la liberté et l'amour : 

« il me paraît grave que tout se passe aujourd'hui comme si l'idée de l'amour tendait à disparaître de l'horizon. Car, avec elle, c'est la plus exacte mesure de notre liberté encore inconnue que nous sommes en train de perdre. »

Dans ses essais, son discours critique, comme dans sa révolte en général, elle reste fidèle au surréalisme. 

« Car la nouveauté du surréalisme est de subvertir complètement le rapport de la pensée à l’amour qui n’est plus thème mais la fin en soi. “Nous réduirons l’art à sa plus simple expression qui est l’amour”, écrit Breton dans Poisson soluble. Tout est dit. »

Ces paroles d’Annie Le Brun, dans son texte « À propos du surréalisme et de l’amour », paru en 1994, la positionnent en artiste sensible et réceptive au pouvoir primordial de l’amour et du désir comme vecteur de découvertes et de création, au sens où l’entendait Breton aux origines du mouvement surréaliste. À ce titre, le critique Mathieu Terence affirme, dans un essai qui lui est dédié, qu'elle écrit le feu de la vie et l’ombre qu’elle sait faire au soleil : 

« [L]’infracassable noyau de nuit au fond de nous – celui dont parle Breton –, soleil autour duquel prend corps la galaxie de nos sensations et de nos états d’âme mêlés, Annie Le Brun ne cesse de l’approcher, de le cerner, de le percer à jour. Non seulement pour voir plus clair en ce qui vit vraiment dans nos vies mais aussi pour donner, redonner, toute sa place au vide d’où tout émerge et qu’un monde pratique escamote. »

## Œuvres

### Poésie
- Sur le champ, illustré avec six collages et trois pointes-sèches par Toyen, Paris, Éditions surréalistes, 1967.
- Les mots font l’amour, citations surréalistes, Paris, Éric Losfeld, 1970.
- Les Pâles et fiévreux après-midi des villes, Paris, éditions Maintenant, 1972.
- La Traversée des Alpes, avec Fabio De Sanctis et Radovan Ivsic, Rome, éditions Maintenant, 1972.
- Tout près, les nomades, avec une pointe-sèche de Toyen, Paris, éditions Maintenant, 1972.
- Les Écureuils de l'orage, Paris, éditions Maintenant, 1974.
- Annulaire de lune, illustré avec six dessins et trois pointes-sèches par Toyen, Paris, éditions Maintenant, 1977.
- Ombre pour ombre, Paris, Gallimard, coll. « nrf », 2004, 227 p. (ISBN 2-07-073545-1)Recueil des ouvrages précédents, avec Saisons (1989) et Pour ne pas en finir avec la représentation (2002).
Réédition coll. « Poésie/Gallimard », 2024, 240 p.

### Essais
- L’Humour noir, dans Entretiens sur le surréalisme, dirigés par Ferdinand Alquié, Paris-La Haye, éd. Mouton, 1968.
- Quand le surréalisme eut cinquante ans (collectif), avec Georges Goldfayn, Radovan Ivšić, Gérard Legrand, Pierre Peuchmaurd, Toyen, Paris, Éditions Maintenant, 1974.
- Lâchez tout, Paris, Le Sagittaire, 1977.
- Les Châteaux de la subversion, Paris, Jean-Jacques Pauvert et Garnier-Frères, 1982 ; rééd. Paris, Gallimard, coll. « Folio essais », 1986.
- Le Sentiment de la nature à la fin du XXe siècle, avec des photographies de Petar Dabac, Paris, éd. Atelier, 1982.
- À distance, Paris, Jean-Jacques Pauvert aux éd. Carrère, 1984.
- Vagit-prop suivi de Une obscure utopie, Paris, Har Po, 1985.
- Soudain un bloc d'abîme, Sade : introduction aux œuvres complètes, Paris, Éditions Pauvert, 1986, 335 p. (ISBN 2-72020-195-2, présentation en ligne). Réédition : Soudain un bloc d'abîme, Sade, Paris, Éditions Pauvert, coll. « Folio. Essais » (no 593), 2014, 335 p. (ISBN 978-2-07-045980-3).
- Appel d’air, réflexion sur la poésie, Paris, Plon, 1988 ; rééd. Paris, Verdier/poche, 2011.
- Sade, aller et détours, Paris, Plon, 1989.
- Petits et grands théâtres du Marquis de Sade s/d Annie Le Brun, Paris Art Center, 1989.
- Vagit-prop, Lâchez tout et autres textes, Paris, éd. Ramsay/Jean-Jacques Pauvert, 1990 ; rééd. Paris, Éditions du Sandre, 2010.
- Qui vive. Considérations actuelles sur l'inactualité du surréalisme, Paris, Ramsay/Jean-Jacques Pauvert, 1990. Nouvelle édition augmentée, Paris, Flammarion, 2024[note 15].
- Perspective dépravée, Bruxelles, La Lettre volée, 1991 ; rééd. Paris, éditions du Sandre, 2011.
- Surréalisme et subversion poétique, Stanford, University Lecture Series, 1991.
- Les Assassins et leurs miroirs. Réflexion à propos de la catastrophe yougoslave, Paris, Jean-Jacques Pauvert/ éd. Terrain Vague, 1993.
- Vingt Mille Lieues sous les mots, Raymond Roussel, Paris, Jean-Jacques Pauvert, 1994.
- De l’inanité de la littérature (recueil de textes critiques), Paris, Jean-Jacques Pauvert aux Belles Lettres, 1994.
- Pour Aimé Césaire, Paris, Jean-Michel Place, 1994.
- Statue cou coupé (dans le débat à propos de négritude et créolité), Paris, Jean-Michel Place, 1996.
- Jean Benoît, monographie, Paris, Filippachi, 1996.
- De l’éperdu, Paris, Stock, 2000 ; rééd. Paris, Gallimard, coll. « Folio essais », 2005.
- Du trop de réalité, Paris, Stock, 2000 ; rééd. Paris, Gallimard, coll. « Folio essais », 2004.
- Pour ne pas en finir avec la représentation, avec cinq photographies de Jindrich Styrsky, Strelec, Prague, 2003.
- On n’enchaîne pas les volcans, Paris, Gallimard, 2006.
- Leonora Carrington, la mariée du vent, ouvrage collectif avec des textes de Homero Aridjis, André Breton, Max Ernst, Annie Le Brun, Octavio Paz et Delmari Romero Keith, Paris, coédition Gallimard/Maison de l'Amérique latine, 2008.
- Les Châteaux de la subversion, suivi de Soudain un bloc d'abîme, Sade, rééd. Paris, Gallimard, coll. « Tel », 2010.
- Si rien avait une forme, ce serait cela, Paris, Gallimard, 2010[70].
- Ailleurs et autrement, Paris, Gallimard, coll. « Arcades », 2011.
- Perspective dépravée. Entre catastrophe réelle et catastrophe imaginaire, Paris, éditions du Sandre, 2011.
- Les Arcs-en-ciel du noir : Victor Hugo, Paris, Gallimard, coll. « Art et artistes », 2012.
- Cibles, avec Gilbert Titeux, Paris, Gallimard - Le Promeneur, 2013.
- L’Ange du bizarre. Le Romantisme noir : de Goya à Max Ernst (collectif), avec Felix Krämer, Johannes Grave, Hubertus Kohle, Paris, Musée d'Orsay - Hatje Cantz Verlag, Ostfildern, 2013.
- Sade : attaquer le soleil, Paris, coédition Musée d'Orsay/ Gallimard, coll. « Livres d'art », 2014.
- Radovan Ivsic et la forêt insoumise, coédition Gallimard/Musée d'art contemporain de Zagreb, 2015.
- Commémorer Mai 68 ?, ouvrage collectif avec des textes de Jean-Paul Aron, Antoinette Fouque, Annie Le Brun, Gilles Lipovetsky, Pierre Nora, Jean-Paul Sartre et de Philippe Sollers, préface de Sophie Doudet, Paris, Gallimard, coll. « Folio Le Forum », 2018.
- Ce qui n'a pas de prix. Beauté, laideur et politique, Paris, Stock, coll. « Essais - Documents », 2018 ; rééd. Paris, Fayard/Pluriel, 2021.
- Un espace inobjectif. Entre les mots et les images, Paris, Gallimard, coll. « Art et Artistes », 2019[71].
- Ceci tuera cela. Image, regard et capital, avec Juri Armanda, Paris, Stock, coll. « Les Essais », 2021[72].
- La Vitesse de l'ombre, Paris, Flammarion, coll. « Essais littéraires », 2023[73].
- L'Infini dans un contour, préface de Mathias Sieffert (« Annie Le Brun ou l'aventure soustractive »), Paris, Éditions Bouquins, 2023. Ce volume contient Ombre pour ombre ; Les Châteaux de la subversion ; Soudain un bloc d'abîme, Sade ; Appel d'air ; Surréalisme et subversion poétique ; Perspective dépravée ; Pour Aimé Césaire ; Du trop de réalité ; Si rien avait une forme, ce serait cela ; Voici venir l'amour du fin fond des ténèbres ; Ce qui n'a pas de prix.
- Georges Goldfayn. Une passion surrréaliste, avec Pierre Wat, catalogue d'exposition, Paris, Galerie Berthet-Aittouarès, 2024.
- L'insistant désir de voir s'élargir l'horizon, avant-propos et édition préparée par Rémy Ricordeau et Sylvain Tanquerel, Paris, L'Échappée, 2025.

### Préfaces
- René Crevel, L'Esprit contre la raison et autres écrits surréalistes, Paris, Pauvert, 1986 « Un palmier rose vif » ; repris dans Qui vive. Considérations actuelles sur l'inactualité du surréalisme, Paris, Flammarion, 2024, p. 173-187.
- Jean-Louis Debauve, D.A.F. de Sade, lettres inédites et documents, Paris, Ramsay/Jean-Jacques Pauvert, 1990.
- Anonyme, Ma vie secrète, tome 2, Paris, Stock, 1995.
- Theodore Kaczynski, Manifeste : l'avenir de la société industrielle, Paris, Jean-Jacques Pauvert, 1996.
- Raymond Roussel, Les Noces, « Œuvre inédite » tome V-VI, Paris, Fayard, 1998.
- Vincent Gille (éd.), Si vous aimez l'amour… Anthologie amoureuse du surréalisme, Paris, Syllepse, 2001.
- Sylvain-Christian David, Alfred Jarry, le secret des origines, Paris, Presses universitaires de France, coll. « Perspectives critiques », 2003.
- Jean Lurçat (sous le pseudonyme de Jean Bruyère), Roger ou les à-côtés de l'ombrelle, Paris, Jean-Jacques Pauvert et Jean-Claude Simoën, 1979 (« Regard sans tain ») ; réédition en poche, Paris, La Musardine, 2012.
- Victor Hugo, Le Promontoire du songe, Paris, Gallimard, coll. « L'Imaginaire », 2012 (« La nuit, à prendre ou à laisser »).
- Robert Desnos, De l'érotisme, Paris, Gallimard, coll. « L'Imaginaire », 2013 (« Voici venir l'amour du fin fond des ténèbres »).
- Leonora Carrington, En bas, L'Arachnoïde, 2013 (« Dévoilé autant que possible ») ; repris dans Qui vive. Considérations actuelles sur l'inactualité du surréalisme, Paris, Flammarion, 2024, p. 189-195.
- Élisée Reclus, Du sentiment de la nature dans les sociétés modernes, Paris, Bartillat, 2019.
- Jean-Luc Bitton, Jacques Rigaut, le suicidé magnifique, Paris, Gallimard, coll. « Biographies », 2019.
- Charles Duits, André Breton a-t-il dit passe, Paris, éditions Maurice Nadeau, coll. « Poche », 2024 (« Attention, “danger lumineux” ! »).

### Postfaces
- Alfred Jarry, Le Surmâle, Paris, éd. Ramsay/Jean-Jacques Pauvert, 1990 (« Comme c'est petit un éléphant ! »).
- Rémy Ricordeau, Arthur Cravan, la terreur des fauves, Paris, éditions L'Échappée, 2021 (« Un sauvage amour courtois »).

### Correspondance
- Guy Debord, Correspondance, volume 7, Paris, Fayard, 2008. Les lettres de Guy Debord à Annie Le Brun sont regroupées dans ce volume.

### Billets
- Billets d'Annie Le Brun sur le site de Paul Jorion[74]